# ブリーダーズカップ・スプリント
ブリーダーズカップ・スプリント（Breeders' Cup Sprint）とは1984年に創設されたアメリカ競馬の祭典であるブリーダーズカップ・ワールド・サラブレッド・チャンピオンシップで行われる3歳以上のダート6ハロンの競走である。
日本ではBCスプリント（ビーシースプリント）と簡略化される事が多い。
アメリカ競馬のダート短距離路線の1年を締め括る最高峰の競走でその年のアメリカダート路線の最速スプリンター決定戦の位置付けをしており、更にはドバイのメイダン競馬場で開催されるドバイゴールデンシャヒーンと双璧をなす下半期のダート短距離世界チャンピオン決定戦である。

## 歴史
- 1984年 創設
- 1990年 先頭を走っていた1番人気のDayjur（デイジュール）がゴール手前でスタンドの影に驚いてジャンプ、減速した隙にSafely Kept（セイフリーケプト）に交わされて2着に敗れる
- 1991年 イギリス調教馬のSheikh Albadou（シェイクアルバドゥ）が欧州管理調教馬として初優勝
- 2008年 ミッドナイトリュートが史上初の連覇達成。
- 2018年 ロイエイチが2頭目の連覇達成。
- 2024年 日本のゲーム会社『株式会社Cygames』と『ブリダーズカップ協会』がパートナーシップ契約を締結。本レースはCygamesの冠レースとなり、『Cygames Breeders' Cup Sprint』として開催される。スターティングゲート・サドルタオルにCygamesのロゴが掲出される[1]。

### 開催競馬場
| 回数   | 開催競馬場                   | 施行距離 |
| ------ | ---------------------------- | -------- |
| 第1回  | ハリウッドパーク競馬場       | ダート6f |
| 第2回  | アケダクト競馬場             | ダート6f |
| 第3回  | サンタアニタパーク競馬場     | ダート6f |
| 第4回  | ハリウッドパーク競馬場       | ダート6f |
| 第5回  | チャーチルダウンズ競馬場     | ダート6f |
| 第6回  | ガルフストリームパーク競馬場 | ダート6f |
| 第7回  | ベルモントパーク競馬場       | ダート6f |
| 第8回  | チャーチルダウンズ競馬場     | ダート6f |
| 第9回  | ガルフストリームパーク競馬場 | ダート6f |
| 第10回 | サンタアニタパーク競馬場     | ダート6f |
| 第11回 | チャーチルダウンズ競馬場     | ダート6f |
| 第12回 | ベルモントパーク競馬場       | ダート6f |
| 第13回 | ウッドバイン競馬場           | ダート6f |
| 第14回 | ハリウッドパーク競馬場       | ダート6f |
| 第15回 | チャーチルダウンズ競馬場     | ダート6f |
| 第16回 | ガルフストリームパーク競馬場 | ダート6f |
| 第17回 | チャーチルダウンズ競馬場     | ダート6f |
| 第18回 | ベルモントパーク競馬場       | ダート6f |
| 第19回 | アーリントンパーク競馬場     | ダート6f |
| 第20回 | サンタアニタパーク競馬場     | ダート6f |
| 第21回 | ローンスターパーク競馬場     | ダート6f |
| 第22回 | ベルモントパーク競馬場       | ダート6f |
| 第23回 | チャーチルダウンズ競馬場     | ダート6f |
| 第24回 | モンマスパーク競馬場         | ダート6f |
| 第25回 | サンタアニタパーク競馬場     | AW6f     |
| 第26回 | サンタアニタパーク競馬場     | AW6f     |
| 第27回 | チャーチルダウンズ競馬場     | ダート6f |
| 第28回 | チャーチルダウンズ競馬場     | ダート6f |
| 第29回 | サンタアニタパーク競馬場     | ダート6f |
| 第30回 | サンタアニタパーク競馬場     | ダート6f |
| 第31回 | サンタアニタパーク競馬場     | ダート6f |
| 第32回 | キーンランド競馬場           | ダート6f |
| 第33回 | サンタアニタパーク競馬場     | ダート6f |
| 第34回 | デルマー競馬場               | ダート6f |
| 第35回 | チャーチルダウンズ競馬場     | ダート6f |
| 第36回 | サンタアニタパーク競馬場     | ダート6f |
| 第37回 | キーンランド競馬場           | ダート6f |
| 第38回 | デルマー競馬場               | ダート6f |
| 第39回 | キーンランド競馬場           | ダート6f |
| 第40回 | サンタアニタパーク競馬場     | ダート6f |
| 第41回 | デルマー競馬場               | ダート6f |
| 第42回 | デルマー競馬場               | ダート6f |

### 歴代優勝馬
| 回数   | 施行日         | 調教国・優勝馬     | 日本語読み               | 性齢 | タイム   | 優勝騎手         | 管理調教師             |
| ------ | -------------- | ------------------ | ------------------------ | ---- | -------- | ---------------- | ---------------------- |
| 第1回  | 1984年11月10日 | Eillo              | イーロ                   | 牡4  | 1:10 1/5 | C.ペレ           | B.レップマン           |
| 第2回  | 1985年11月2日  | Precisionist       | プレシジョニスト         | 牡4  | 1:08 2/5 | C.マッキャロン   | L.フェンスターメーカー |
| 第3回  | 1986年11月1日  | Smile              | スマイル                 | 牡4  | 1:08 2/5 | J.ヴァスケス     | F.シュルホファー       |
| 第4回  | 1987年11月21日 | Very Subtle        | ヴェリーサトル           | 牝3  | 1:08 4/5 | P.ヴァレンズエラ | M.ステュート           |
| 第5回  | 1988年11月5日  | Gulch              | ガルチ                   | 牡4  | 1:10 2/5 | A.コルデロ Jr.   | D.ルーカス             |
| 第6回  | 1989年11月4日  | Dancing Spree      | ダンシングスプリー       | 牡4  | 1:09 0/5 | A.コルデロ Jr.   | C.マゴーヒー           |
| 第7回  | 1990年10月27日 | Safely Kept        | セイフリーケプト         | 牝4  | 1:09.61  | C.ペレ           | A.ゴールドバーグ       |
| 第8回  | 1991年11月2日  | Sheikh Albadou     | シェイクアルバドゥ       | 牡3  | 1:09.36  | P.エデリー       | A.スコット             |
| 第9回  | 1992年10月31日 | Thirty Slews       | サーティースルーズ       | 騸5  | 1:08.21  | E.デラフーセイ   | B.バファート           |
| 第10回 | 1993年11月6日  | Cardmania          | カードマニア             | 騸7  | 1:08.76  | E.デラフーセイ   | D.メレディス           |
| 第11回 | 1994年11月5日  | Cherokee Run       | チェロキーラン           | 牡4  | 1:09.54  | M.スミス         | F.アレクサンダー       |
| 第12回 | 1995年10月28日 | Desert Stormer     | デザートストーマー       | 牝5  | 1:09.14  | K.デザーモ       | F.リオンズ             |
| 第13回 | 1996年10月26日 | Lit de Justice     | リドジェスティス         | 牡6  | 1:08.60  | C.ナカタニ       | J.サハディ             |
| 第14回 | 1997年11月8日  | Elmhurst           | エルムハースト           | 騸7  | 1:08.01  | C.ナカタニ       | J.サハディ             |
| 第15回 | 1998年11月7日  | Reraise            | リレイズ                 | 騸3  | 1:09.07  | C.ナカタニ       | C.ドラーズ             |
| 第16回 | 1999年11月6日  | Artax              | アータックス             | 牡4  | 1:07.89  | J.シャヴェス     | L.アルバートラニ       |
| 第17回 | 2000年11月4日  | Kona Gold          | コナゴールド             | 騸6  | 1:07.77  | A.ソリス         | B.ヘッドリー           |
| 第18回 | 2001年10月27日 | Squirtle Squirt    | スクワートルスクワート   | 牡3  | 1:08.41  | J.ベイリー       | R.フランケル           |
| 第19回 | 2002年10月26日 | Orientate          | オリエンテート           | 牡4  | 1:08.89  | J.ベイリー       | D.ルーカス             |
| 第20回 | 2003年10月25日 | Cajun Beat         | ケイジャンビート         | 騸3  | 1:07.95  | C.ヴェラスケス   | S.マーゴリス           |
| 第21回 | 2004年10月30日 | Speightstown       | スパイツタウン           | 牡6  | 1:08.11  | J.ヴェラスケス   | T.プレッチャー         |
| 第22回 | 2005年10月29日 | Silver Train       | シルヴァートレイン       | 牡3  | 1:08.86  | E.プラード       | R.デュトロウ Jr.       |
| 第23回 | 2006年11月4日  | Thor's Echo        | ソーズエコー             | 騸4  | 1:08.80  | C.ナカタニ       | D.オニール             |
| 第24回 | 2007年10月27日 | Midnight Lute      | ミッドナイトリュート     | 牡4  | 1:09.18  | G.ゴメス         | B.バファート           |
| 第25回 | 2008年10月25日 | Midnight Lute      | ミッドナイトリュート     | 牡5  | 1:07.08  | G.ゴメス         | B.バファート           |
| 第26回 | 2009年11月7日  | Dancing in Silks   | ダンシングインシルクス   | 騸4  | 1:08.14  | J.ロサリオ       | C.ゲインズ             |
| 第27回 | 2010年11月6日  | Big Drama          | ビッグドラマ             | 牡4  | 1:09.05  | E.コア           | D.フォークス           |
| 第28回 | 2011年11月5日  | Amazombie          | アマゾンビー             | 騸5  | 1:09.17  | M.スミス         | B.スポール             |
| 第29回 | 2012年11月3日  | Trinniberg         | トリニバーグ             | 牡3  | 1:07.98  | W.マルティネス   | S.パーブー             |
| 第30回 | 2013年11月2日  | Secret Circle      | シークレットサークル     | 牡4  | 1:08.73  | M.ガルシア       | B.バファート           |
| 第31回 | 2014年11月1日  | Work All Week      | ワークオールウィーク     | 騸5  | 1:08.28  | F.ジェルー       | R.ブルッゲマン         |
| 第32回 | 2015年10月31日 | Runhappy           | ランハッピー             | 牡3  | 1:08.58  | E.プラード       | M.ボレル               |
| 第33回 | 2016年11月5日  | Drefong            | ドレフォン               | 牡3  | 1:08.79  | M.ガルシア       | B.バファート           |
| 第34回 | 2017年11月4日  | Roy H              | ロイエイチ               | 騸5  | 1:08.61  | K.デザーモ       | P.ミラー               |
| 第35回 | 2018年11月3日  | Roy H              | ロイエイチ               | 騸6  | 1:08.24  | P.ロペス         | P.ミラー               |
| 第36回 | 2019年11月2日  | Mitole             | マイトーリ               | 牡4  | 1:09.00  | R.サンタナJr.    | S.アスムッセン         |
| 第37回 | 2020年11月7日  | Whitmore           | ホイットモア             | 騸7  | 1:08.61  | I.オルティスJr.  | R.モケット             |
| 第38回 | 2021年11月6日  | Aloha West         | アロハウェスト           | 牡4  | 1:08.49  | J.オルティス     | W.カタラーノ           |
| 第39回 | 2022年11月5日  | Elite Power        | エリートパワー           | 牡4  | 1:09.11  | I.オルティスJr.  | W.モット               |
| 第40回 | 2023年11月4日  | Elite Power        | エリートパワー           | 牡5  | 1:08.34  | I.オルティスJr.  | W.モット               |
| 第41回 | 2024年11月2日  | Straight No Chaser | ストレイトノーチェイサー | 牡5  | 1:08.62  | J.ヴェラスケス   | D.ブラッカー           |